# Eurydactylodes occidentalis
Eurydactylodes occidentalis (західний гекон-хамелеон) — вид геконоподібних ящірок родини диплодактилідів (Diplodactylidae). Ендемік Нової Каледонії.

## Поширення і екологія
Західні гекони-хамелеони мешкають на західному узбережжі Південної провінції Нової Каледонії, між Поєю та Бураєм. Вони живуть в склерофільних лісах, густих мезофільних лісах і вторинних лісах, на висоті до 350 м над рівнем моря. Ведуть деревний, переважно денний спосіб життя.

## Збереження
МСОП класифікує цей вид як такий, що перебуває під загрозою зникнення. Eurydactylodes occidentalis загрожує знищення природного середовища, а також хижацтво з боку інтродукованих мурах Wasmannia auropunctata. Відкладають яйця.